# Kingdomino
Kingdomino es un juego de mesa para entre dos y cuatro jugadores diseñado por Bruno Cathala y publicado en 2016 por Pegasus Spiele. Se trata de un juego familiar de 15-25 minutos de duración en el que los jugadores construyen un «reino» de cinco por cinco fichas gigantes, similares a las del dominó, asegurándose de que al colocar cada ficha una de sus caras conecte con el tipo de terreno adecuado ya colocado. El juego ganó el premio Spiel des Jahres de 2017  y fue seguido por varias expansiones y juegos derivados.

## Sistema de juego
Los jugadores eligen por turnos losetas y las añaden a sus reinos. Al igual que en el dominó, cada ficha tiene uno o dos extremos diferentes, que en este caso también muestran diferentes paisajes y en ocasiones varias coronas. Elegir una ficha con la mayor cantidad de coronas le da al jugador la última opción en la siguiente ronda para elegir una ficha, y viceversa: elegir la peor ficha asegura la primera opción en la ronda siguiente.
Cuando una loseta se coloca junto a otras losetas con el mismo paisaje, se forma una propiedad mayor. Cada reino no puede extenderse más allá de una cuadrícula de 5x5. El juego termina cuando se acaban las fichas y luego cada propiedad se califica según su tamaño, multiplicado por la cantidad de coronas que contiene. Gana la partida el jugador con más puntos en todas sus propiedades.
También hay una variante del juego para dos jugadores que permite una cuadrícula de fichas de 7x7.
Los críticos consideran que Kingdomino es un punto de entrada accesible a los juegos de mesa de estrategia, con su tiempo de juego de 15 a 25 minutos y su mecánica de juego familiar que se asemeja a la del dominó.

## Derivados y expansiones
En 2017, Blue Orange Games publicó Queendomino, un juego de mesa independiente que utilizaba un sistema de colocación de fichas similar al del original, pero que incluía caballeros, dragones, una reina y edificios para construir.  A esto le siguió en 2018 el lanzamiento de Kingdomino Age of Giants, una expansión tanto para Kingdomino como para Queendomino. En 2019 se publicó una versión del juego para dos jugadores llamada Kingdomino Duel. En 2021, se lanzó una versión simplificada, Dragomino, que recibió críticas positivas y ganó el premio Kinderspiel des Jahres. Ese mismo año se publicó Kingdomino Origins, una secuela de tema prehistórico.